# کهندوعه
کهندوعه (به انگلیسی: Khandowa) یک منطقهٔ مسکونی چکوال در پاکستان است که در پنجاب واقع شده‌است. کهندوعه ۱٬۵۰۰ نفر جمعیت دارد. این شهر ۸ کیلومتر از کلرکهار است، ۳۶ کیلومتر از چکول، ۱۱۴ کیلومتر از اسلام‌آباد و ۱۰۱ کیلومتری شمال راولپندی.